# Vallijärvi
Vallijärvi är en sjö i Finland. Den ligger i Letala stad i landskapet Egentliga Finland, i den sydvästra delen av landet, 180 km väster om huvudstaden Helsingfors. Vallijärvi ligger 28 meter över havet. I omgivningarna runt Vallijärvi växer i huvudsak barrskog. Arean är 1 kvadratkilometer och strandlinjen är 9,49 kilometer lång. Sjön  ingår i Skärgårdshavets kustområde, Åland. 